# Lee Eun-bi
Dans ce nom coréen, le nom de famille, Lee, précède le nom personnel.
Lee Eun-bi, née le 23 octobre 1990 à Séoul, est une handballeuse internationale sud-coréenne évoluant au poste d'ailière gauche.

## Biographie
En 2010, elle est élue meilleure joueuse du championnat du monde junior. Avec l'équipe de Corée du Sud, elle participe notamment aux Jeux olympiques de 2012.

## Palmarès

### En sélection
- Jeux olympiques d'été
  - 4e aux Jeux olympiques de 2012 à Londres,  Royaume-Uni
- Championnat du monde
  - 11e au Championnat du monde 2011,  Brésil[3]
  - 12e au Championnat du monde 2013,  Serbie[4]
  - 14e au Championnat du monde 2015,  Danemark[5]

### Récompenses individuelles
- meilleure joueuse du championnat du monde junior 2010